# Onex
Onex er en by i det vestlige Schweiz, med 18.977(2017) indbyggere. Byen ligger i Kanton Geneve, lige syd for bredden af floden Rhône.